# Lista de membros da Royal Society eleitos em 1788
Esta é uma lista de Membros da Royal Society eleitos em 1788.

## Fellows
1. Richard Arden, 1st Baron Alvanley (1744–1804)
2. James Bowdoin (1726–1790)
3. George Boyle, 4th Earl of Glasgow (1765–1843)
4. Thomas Bugge (1740–1815)
5. Eugenios Voulgaris (1716–1806)
6. Lorenz von Crell (1744–1816)
7. John Crisp
8. Robert Darwin (1766–1848)
9. John Finlay (1760–1802)
10. Edward Gibbon (1737–1794)
11. George Hardinge (1743–1816)
12. Johann Hedwig (1730–1799)
13. Nikolaus Joseph von Jacquin (1727–1817)
14. Robert Augustus Johnson (1745–1799)
15. Antoine Lavoisier (1743–1794)
16. Antonio Maria Lorgna (1735–1796)
17. Theodore Augustine Mann (1735–1809)
18. William Pearce (1744–1820)
19. Jean-Rodolphe Perronet (1708–1794)
20. Reginald Pole Carew (1753–1835)
21. Philip Rashleigh (1729–1811)
22. Horace-Bénédict de Saussure (1740–1799)
23. John Sibthorp (1758–1796)
24. Richard Brooke Supple (1758–1829)
25. Carl Peter Thunberg (1743–1828)
26. Martin Wall (1747–1824)
27. Charles Wilkins (1749–1836)